# Thames (Nowa Zelandia)
Thames (maor. Hotereni) – miasto w Nowej Zelandii położone w północnej części Wyspy Północnej, w regionie Waikato w południowo-wschodniej części półwyspu Coromandel. Jest usytuowane w okolicach zatoki Firth of Thames, blisko od ujścia rzeki Waihou. W mieście mieszka 6805 mieszkańców (dane szacunkowe – styczeń 2010).

## Historia
Historia regionu jest ściśle związana z plemieniem maoryskim Ngāti Maru, które zamieszkiwało te tereny przed rozwojem miasta wywołanym gorączką złota. Odkrycie złota w 1867 roku na obrzeżach rzeki Waihou przyczyniło się do dynamicznego rozwoju miasta, czyniąc je centrum wydobycia złota w latach 1868–1891. W tym okresie Thames przekształciło się w największe skupisko ludności w Nowej Zelandii, oferując rozbudowaną infrastrukturę, w tym liczne hotele i teatry, co odzwierciedlało rosnące znaczenie i bogactwo regionu.

## Urodzeni w Thames
- Kylie Bax – modelka i aktorka
- Sonny Parker – gracz walijskiej narodowej drużyny rugby
- Lloyd Stephenson – gracz hokeja
- Bruce Purchase – aktor brytyjski